# 保釈保証業者

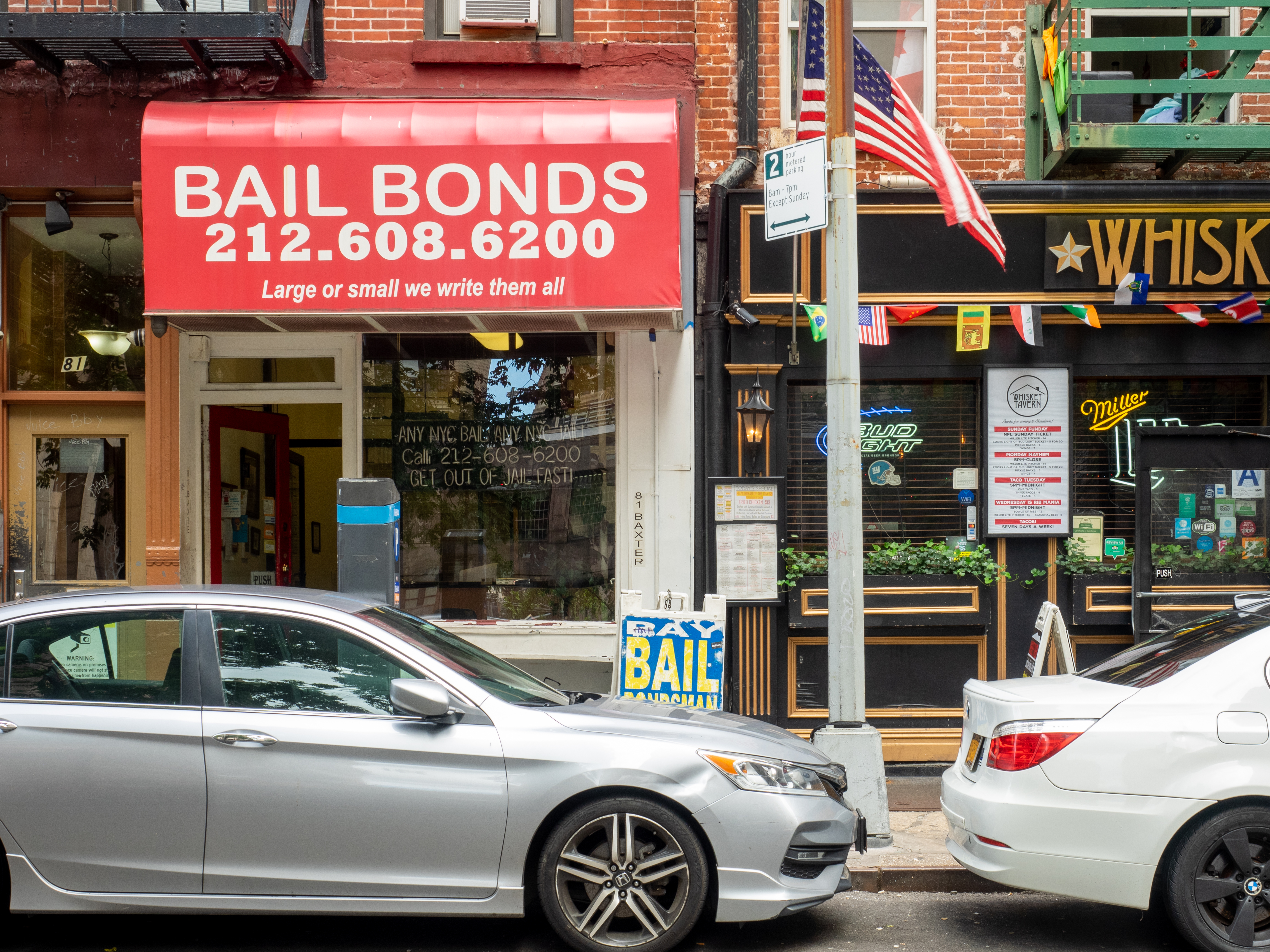
保釈保証業者

保釈保証業者（ほしゃくほしょうぎょうしゃ、Bail Bondsman）とは、逮捕・勾留された被疑者または起訴された被告人の保釈金を立て替える業者である。
保釈保証業者は保釈金を肩代わりする際に被告人からいくらかの手数料を受け取り、これが保釈保証業者にとっての利益となる。基本的に保釈金は被告人が指定された期日に裁判所に出頭し裁判を受ければ返還されるが、もし被疑者が保釈期間中に逃亡し裁判を受けなかった場合には保釈金は返還されない。

## アメリカにおける保釈保証業者
保釈金が返還されないと保釈保証業者側は大変な損害を被るため、逃亡した被疑者を探し出して何としてでも裁判を受けさせようとする。アメリカでは州により許可制で取立てなどが認められ、被疑者との対峙する危険を担う代わりに逮捕権・銃の携行許可などの権限がある。実際の活動は、身分証・身分章（バッジ）を交付された担当者のbail agentが、拘引令状を取って行っている。

## 日本における保釈保証業者
日本においても、一定の手数料と引き換えに保釈保証金の立て替えを行う事業者が存在する。
日本において弁護人となった弁護士が利用するのは主に以下の事業者である。
- 一般社団法人日本保釈支援協会
現金での立て替え（弁護人に交付）と保釈保証書の発行の双方を行っている。
- 全国弁護士協同組合連合会
保釈保証書（刑訴法94条3項）を発行する形で立て替えを行っている。すなわち、保釈の時には保釈保証書を裁判所に提出することで保釈保証金の納付に代え、万一被告人が保釈条件に違反した際には保釈保証業者が保釈金を支払うものである。